# Étrembières
Étrembières is een gemeente in het Franse departement Haute-Savoie (regio Auvergne-Rhône-Alpes). De plaats maakt deel uit van het arrondissement Saint-Julien-en-Genevois. Étrembières telde op 1 januari 2022 2.624 inwoners.

## Geografie
De oppervlakte van Étrembières bedroeg op 1 januari 2022 5,43 vierkante kilometer; de bevolkingsdichtheid was toen 483,2 inwoners per km².

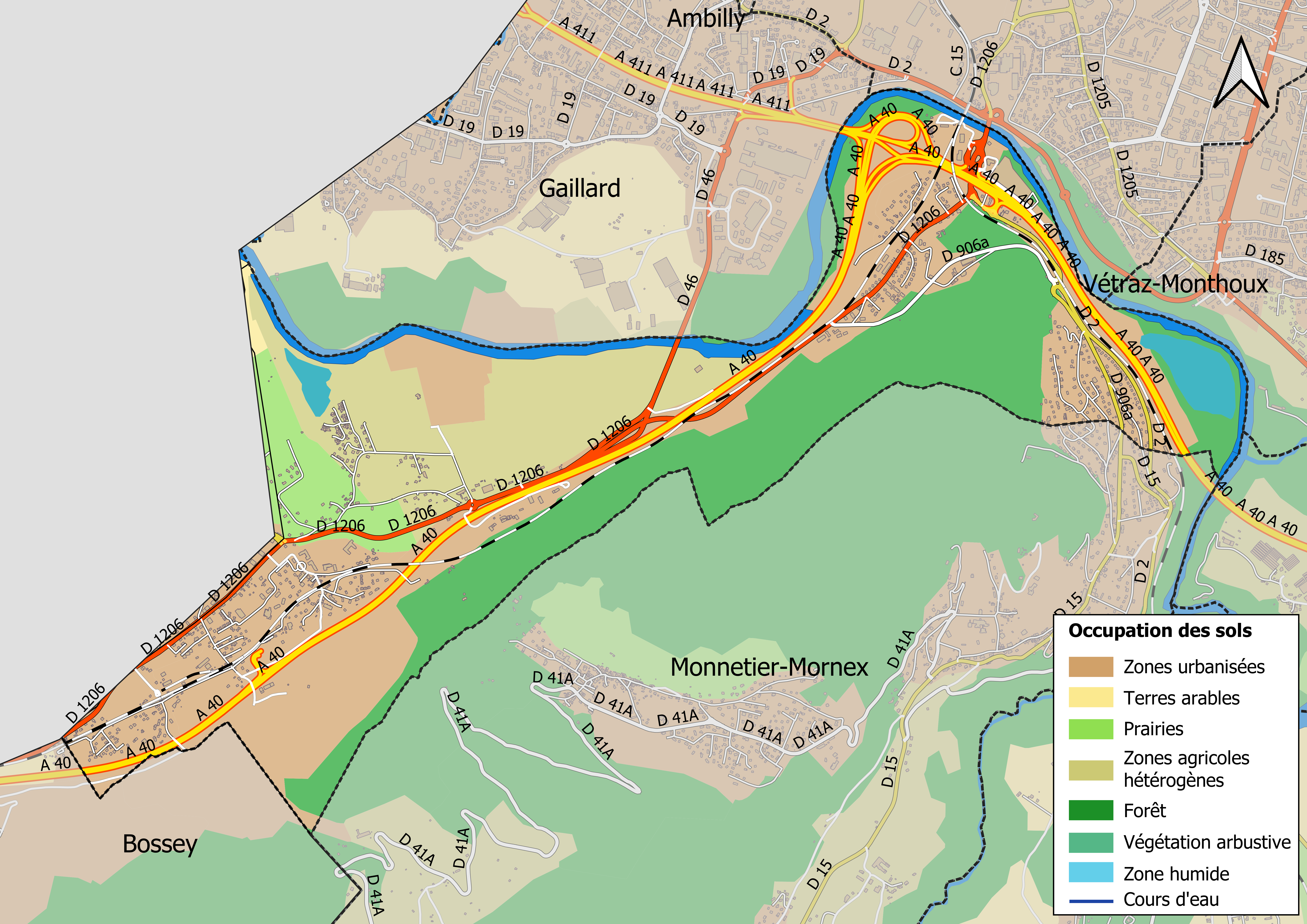
Kaart van de gemeente met de belangrijkste infrastructuur, bodemgebruik en omliggende gemeenten

## Demografie
Onderstaande figuur toont het verloop van het inwonertal (bron: INSEE-tellingen).